# ۵۶۳ (قمری)
۵۶۳ (قمری)، پانصد و شصت و سومین سال در گاهشماری هجری قمری است. اول محرم این سال برابر با بیست و چهارم اکتبر سال ۱۱۶۷ میلادی است.

## وابسته
- تاریخ بیهق